# Johny Thio
Johny Thio (ur. 2 września 1944 – zm. 4 sierpnia 2008) były belgijski piłkarz występujący podczas kariery na pozycji prawoskrzydłowego.

## Kariera klubowa
Piłkarską karierę Johny Thio rozpoczął w 1960 w KSV Roeselare. W latach 1963–1975 był zawodnikiem Club Brugge. Z Brugią zdobył mistrzostwo Belgii w 1973 oraz dwukrotnie Puchar Belgii w 1968 i 1970. W barwach Club Brugge rozegrał 291 spotkań i strzelił 109 bramek. Ostatnim klubem w karierze Thio był KSV Sottegem, w którym zakończył karierę w 1976.

## Kariera reprezentacyjna
W reprezentacji Belgii Johny Thio występował w latach 1965–1972. W 1972 uczestniczył w mistrzostwach Europy. W turnieju finałowym rozgrywanym w Belgii był rezerwowym i nie wystąpił żadnym meczu. Ogółem w reprezentacji Belgii rozegrał 18 spotkań i strzelił 6 bramek.